# Chlorops tarsalis
Chlorops tarsalis är en tvåvingeart som beskrevs av Becker 1912. Chlorops tarsalis ingår i släktet Chlorops och familjen fritflugor.
Artens utbredningsområde är Michigan. Inga underarter finns listade i Catalogue of Life.